# محمود أباد (درميان)
محمود أباد (بالفارسية: محمودآباد) هي مستوطنة تقع في إيران في قسم درمیان الريفي. يقدر عدد سكانها بـ 105 نسمة بحسب إحصاء 2016.